# Suzuki Djebel
Suzuki-Djebel (Судзуки-Джебель, яп. スズキ・ジェベル) — серия мотоциклов двойного назначения с четырёхтактным одноцилиндровым двигателем производства фирмы Suzuki Motor Corporation.

## DJEBEL-250
DJEBEL-250 появился в ноябре 1992 года. Двигатель с воздушно-масляным охлаждением остался таким же, как на предшественнике Suzuki DR. Вилка отличалась от перевернутой у DR-250S. Появилась большая фара с защитой. Бак остался без изменений. Выпускался по 1994 год включительно.
В 1996 году появился DJEBEL-250XC, который стал туристической версией появившегося годом ранее DR-250R. Имел большой 17-литровый топливный бак. Также в 1998 году появилась GPS-версия. До 1999 года ставился карбюратор Mikuni TM-28, кикстартер был опцией. После 1999 года кикстартер стал штатным оборудованием, а карбюратор стали ставить вакуумный Mikuni BSR32. «ХС» в названии модели обозначает стиль компоновки «cross-country». Каждый год оформление мотоцикла менялось, технические данные оставались прежними.
В связи с ужесточением экологической политики, завод объявил о снятии модели с производства в 2008 году.

## DJEBEL200

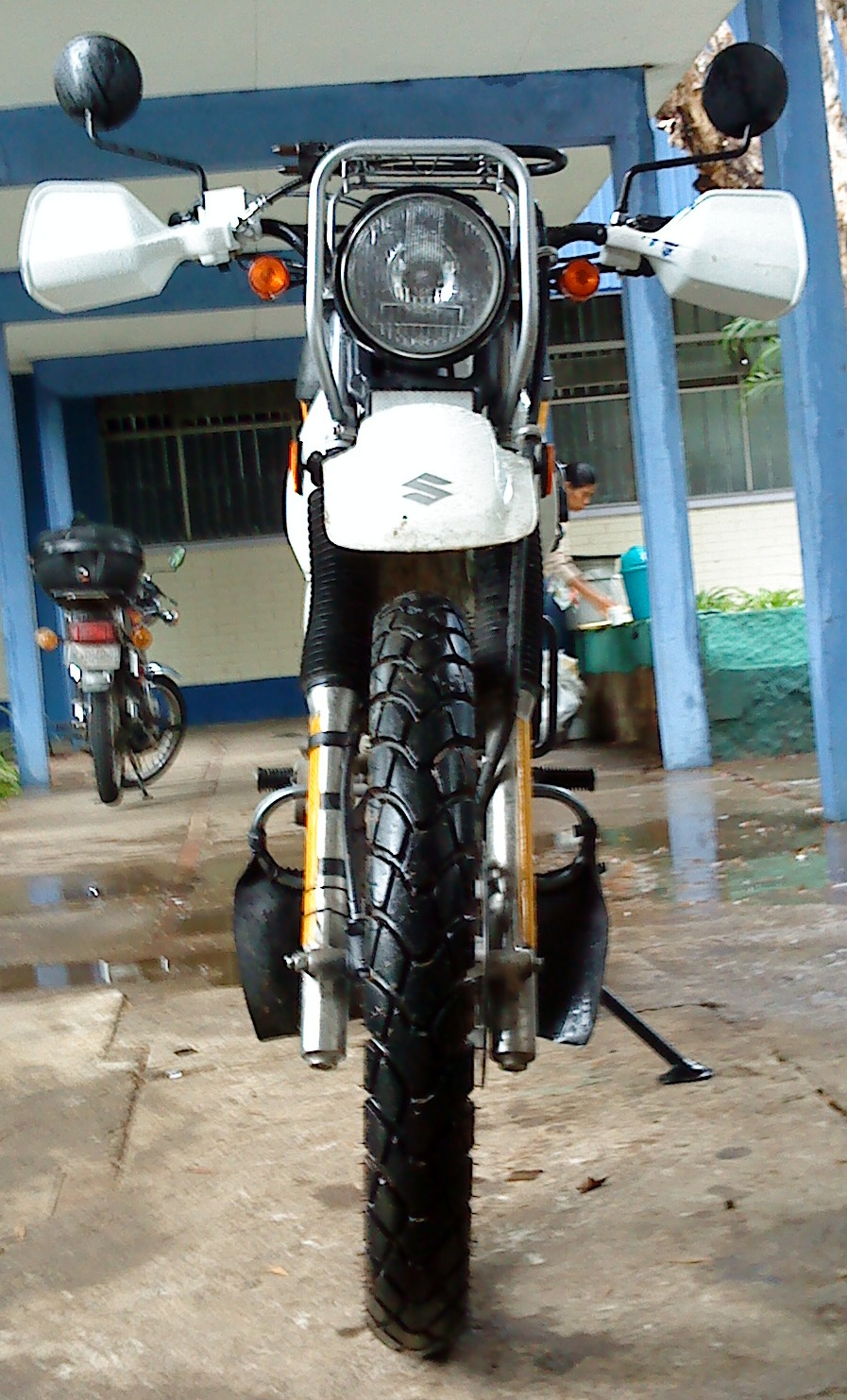
Suzuki Djebel 200 ранних выпусков, 1993-95 годов. Отличается квадратной защитой фары.

Дебютировал в марте 1993 года, как преемник модели SX-200R. Получил обозначение SH42A. Хотя и в меньшей степени, чем 250, мотоцикл стал популярным и выпускался с незначительными изменениями до конца 2005 года.
За пределами Японии обозначается, как DR200SE.
На мотоциклах первых выпусков класса 200, 125 была наклейка «SE-I», на более поздних «SE-II» (125 и в начале 200), «SE -III» (поздние 125).

## DJEBEL-125
Как и 200, был запущен в июле 1993 года на основе SX-125R. Первоначально на экспортных мотоциклах стояла фара от DR, но c 1996 года ставилась фара от DJEBEL-200. Модель обозначается SF44A. Конструкция в основе была та же, что и у 200, но цена и удельный расход топлива у 125 были ниже. Рекламировался как «мотоцикл с лучшей ценой».

## DF-200, DF-125
Мотоциклы DF-200 и DF-125 были выпущены в качестве производной DJEBEL-200 и 125 в 1997 году. Имели камуфлированную раскраску, заниженные сиденья и дорожный просвет. Имелись несколько вариантов раскраски: камуфляж разных расцветок, серебристый бак с чёрным пластиком и оранжевый. Характеристики двигателя такие же, как у Джебела, другие органы также идентичны.
В отличие от Джебела, DF имел брызговики на переднем и заднем крыльях и масляный радиатор для лучшего охлаждения двигателя. На экспорт поставлялся как TROJAN-200.
Поначалу мотоцикл покупали только селяне. Но, судя по продажам мотоциклов Honda CT110 и Yamaha AG , нужно было только изменить раскраску (это было сделано только на модели DF). Спрос в Японии несколько оживился, однако, продажи были завершены в течение нескольких лет. При этом модель TROJAN-200 всё ещё продавалась в 2009 году.